# Främmande
Främmande är en svensk independentfilm från 2007, regisserad av Markus Widegren med manus av Fred Anderson efter en historia av Anderson/Widegren. Inspelad i Stockholm år 2005 men fick officiell premiär först år 2007.

## Handling
Det har varit begravning. Det äldre paret, Emma och David, sörjer sin avlidne vän. Efter begravningen bjuder de hem gästerna på en drink och lite nostalgiskt samtalande om det som varit. Kvällen rullar på ganska fort och stämningen är väl inte helt på topp. Till slut börjar gästerna ge sig av.
Men två yngre män dröjer sig kvar. De tar inte på sig skorna eller börjar leta efter ytterkläderna. De sitter bara kvar där i soffan och verkar ha det ganska så bra. Irritationen börjar växa hos paret, speciellt Emma, men ingen av dem visar så mycket. Man måste ju trots allt vara artig mot gästerna.
Det som är oroande är att paret inte vet vilka de unga männen är. Kan de vara släktingar? Avlägsna sådana? Eller bekanta som de helt glömt bort? Okända barn till den döde? Kanske vålnader? Ju längre kvällen går, desto mera avslöjas. Emma och David tvingas konfrontera varandra, sig själva och sina objudna gäster på det som varit och det som kommer att ske…  

## i Rollerna
- Sandy Mansson - Emma
- Michael Mansson - David
- Christian Magdu - Raul
- Robert Arlinder - Thomas
- Maria Plahn - Theresia
- Åsa Siika - Theresia d.ä:s röst